# Брум-стріт
Брум-стріт (англ. Broome Street) — вулиця зі сходу на захід у Нижньому Мангеттені в Нью-Йорку. Проходить майже по всій ширині острова Манхеттен, від Хадсон-стріт на заході до Льюїс-стріт на сході, біля входу на Вільямсбурзький міст. Вулиця переривається в ряді місць парками, будівлями та серединою Аллен-стріт. Вулиця була названа на честь народженого на Стейтен-Айленді Джона Брума, який був колоніальним купцем і політиком і став віце-губернатором штату Нью-Йорк.

## Історія
Відповідно до карти, отриманої з колекції Нью-Йоркської публічної бібліотеки, територія навколо Брум-стріт була забудована в першому десятилітті 1800-х років як частина району, відомого в той час як «Площа Нью-Ділані», хоча це, ймовірно, помилка скоріше всього «Делансі», оскільки родина Делансі володіла землею протягом багатьох десятиліть і вже почала планувати забудову в 1760-х роках.
Вулиця названа на честь Джона Брума, раннього міського олдермена та віце-губернатора Нью-Йорка в 1804 році. Архітектура вздовж вулиці вирізняється використанням чавуну та має сильний вплив архітектора Гріффіта Томаса, який спроектував кілька будівель уздовж Брум-стріт, у тому числі будівлю Гюнтера. Костел Матері Божої Вільнюської стояв на вулиці між 1910 і 2015 роками.